# Еуген Кватерник
Еуген Кватерник (Загреб, 31. октобар 1825 — Раковица, 1871) био је хрватски политичар, писац и револуционар. Студирао је католичку богословију у Сењу и Пешти, али је прешао на право, гдје је и дипломирао 1847. године.
Уз Анту Старчевића, био је један од вођа Странке права и идеолошки творац будуће хрватске нације. По њиховим замислима, Странка права је од 1861. године била на челу хрватског народног покрета против тадашње Аустрије и Угарске.
Залагао се за самосталну Хрватску, али је сматрао да је за остварење тог сна неопходна помоћ неких страних земаља. Тако је био повезан са револуционарима тадашње Италије, Француске и Русије, а словио је као истакнути члан међународног револуционарног братства тог доба. Провео је више година као политички изгнаник боравећи у Паризу. Вратио се у Хрватску 1860. године, а потом је прогнан још 2 пута, док се 1867. године није вратио са циљем да остане у земљи.
Не видевши другог решења за ослобођење Хрватске од туђинске власти, он 8. новембра 1871. године стаје на чело народног устанка у Раковици, познатог као Раковичка буна. У жељи да не компромитује Странку права, као и др. Анту Старчевића, Еуген Кватерник преузима потпуну одговорност за тај устанак, премда му је циљ био довођење странке на власт у независној Хрватској. Притом су му активно помогли Анте Ракијаш, Вјекослав Бах, Петар Врдољак, Анте Туркаљ, браћа Чуић и други. Занимљиво је да су устанку приступили и Срби из захваћеног подручја, а проглашени политички циљеви буне су били:
- ослобођење хрватског народа од аустријско-мађарског јарма
- проглашење независне Хрватске
- једнакост пред законом
- општинска самоуправа
- укидање војничке управе у Граници и увођење слободних жупанија

Раковички устанак није имао никакве шансе за успех и угушен је за три дана. У њему су погинули сам Кватерник и још неколико вођа Странке права. Странка је била дезоријентисана читаву деценију, а ревизија Хрватско-угарске нагодбе отежана.